# Grigori Krámarov
Grigori Moiseevich Krámarov (en ruso: Григо́рий Моисеевич Кра́маров) (1887–1970), de nombre real Guershel Moishevich Krámar (en ruso, Гершель Мойшевич Кра́мар ) fue un revolucionario bolchevique ruso de ascendencia asquenazi, uno de los primeros valedores de la idea del vuelo espacial en la Unión Soviética, avanzando activamente el concepto ya desde los años 1920.

## Semblanza
Implicado en la Revolución Rusa de 1905 en San Petersburgo, Kramarov fue arrestado y finalmente huyó de Rusia, viviendo por un tiempo en San Francisco, y a su vuelta se unió a los bolcheviques en 1907. Partícipe de la Revolución de octubre de 1917, fue miembro del Comité Ejecutivo Central de Todas las Rusias, y participó en la guerra civil. Posteriormente trabajó como periodista para el Comintern en la Escuela Internacional Leninista.
Kramarov estuvo fuertemente implicado en la divulgación de los cohetes y de los viajes espaciales en la Unión Soviética, siendo fundador y presidente de la Sociedad de Estudios para el Viaje Interplanetario en 1924. En los años posteriores escribió dos libros sobre historia inicial de la exploración espacial en Rusia: "La primera Sociedad del Mundo de Vuelo Interplanetario" y "El Alborear de la Cosmonáutica" (1965).
Kramarov murió en Moscú en 1970, y está enterrado en Cementerio Novodévichi.

## Eponimia
- El cráter lunar Kramarov lleva este nombre en su memoria.[3]